# M. C. Gainey
Michael Connor Gainey (Jackson, Misisipi; 18 de enero de 1948) es un actor estadounidense de cine y televisión.
Desde principios de los 1980, ha estado en más de 50 películas: Breakdown, Two Idiots in Hollywood, Con Air, Terminator 3: La rebelión de las máquinas, Sideways, y The Dukes of Hazzard.
También ha actuado en la corta serie de televisión Against the Law. Ha actuado en más de 40 series de televisión: The Dukes of Hazzard, Knight Rider, Designing Women, The Adventures of Brisco County, Jr., Walker, Texas Ranger, Days of our Lives, The X-Files, Desperate Housewives. También ha actuado en la serie Lost haciendo el papel de Tom, un personaje que ha aparecido en 19 episodios.
Ha hecho el papel de Kurtz/The Wizard en la película Apocalypse Oz y también ha actuado en las películas Mr. Woodcock, Wild Hogs y Unearthed.

## Filmografía

### Film
| Año  | Título                                               | Rol                                | Notas            |
| ---- | ---------------------------------------------------- | ---------------------------------- | ---------------- |
| 1975 | Hard Times                                           | Invitado a la fiesta en la mansión | Sin acreditar    |
| 1979 | Time After Time                                      | London Bobby                       | Como Mike Gainey |
| 1981 | Pennies from Heaven                                  | Policía                            |                  |
| 1982 | Frances                                              | Reportero / Publicista / Fotógrafo |                  |
| 1984 | Starman                                              | Policía #2                         |                  |
| 1986 | Ratboy                                               | Oficial de policía                 |                  |
| 1986 | Soul Man                                             | Hombre en la celda                 |                  |
| 1987 | Fatal Beauty                                         | Detective Barndollar               |                  |
| 1988 | Spellbinder                                          | Brock                              |                  |
| 1988 | Two Idiots in Hollywood                              | Sargento Albert                    |                  |
| 1989 | An Innocent Man                                      | Malcolm                            |                  |
| 1989 | Caddie Woodlawn                                      | Hankinson                          |                  |
| 1992 | The Mighty Ducks                                     | Lewis                              |                  |
| 1992 | Ulterior Motives                                     | Max                                |                  |
| 1992 | Leap of Faith                                        | 'Tiny'                             |                  |
| 1993 | Geronimo: An American Legend                         | Minero no asustado                 |                  |
| 1995 | Citizen Ruth                                         | Harlan                             |                  |
| 1996 | One Tough Bastard                                    | Hank                               |                  |
| 1996 | The Fan                                              | Hombre detrás de otro hombre       |                  |
| 1996 | The Secret Agent Club                                | Padre                              |                  |
| 1997 | Breakdown                                            | Earl                               |                  |
| 1997 | Con Air                                              | Earl 'Swamp Thing' Williams        |                  |
| 1998 | Meet the Deedles                                     | Mayor Ed Flowers                   |                  |
| 1998 | Ringmaster                                           | Camionero                          |                  |
| 1999 | Happy, Texas                                         | Bob Allen Maslow                   |                  |
| 1999 | The Haunting                                         | Hombre grande                      |                  |
| 1999 | Tyrone                                               | Sheriff Haggard                    |                  |
| 2001 | Diary of a Sex Addict                                | Manager del cine                   | Directo a video  |
| 2002 | Run Ronnie Run!                                      | Hark Trellis                       |                  |
| 2002 | Highway                                              | Steven                             |                  |
| 2002 | The New Guy                                          | Clem                               |                  |
| 2002 | The Country Bears                                    | Roadie                             |                  |
| 2003 | The Cooler                                           | Policía de la carretera            |                  |
| 2003 | King of the Ants                                     | Entrenador Rack                    |                  |
| 2003 | Terminator 3: Rise of the Machines                   | Bouncer del bar de carretera       |                  |
| 2003 | Wonderland                                           | Detective Billy Ward               |                  |
| 2004 | Club Dread                                           | Hank                               |                  |
| 2004 | Sideways                                             | Esposo de Cammi                    |                  |
| 2004 | Wake Up, Ron Burgundy: The Lost Movie                | Barman                             | Directo a video  |
| 2005 | At Last                                              | Earl Singleton                     |                  |
| 2005 | Are We There Yet?                                    | Al                                 |                  |
| 2005 | The Dukes of Hazzard                                 | Sheriff Rosco P. Coltrane          |                  |
| 2006 | Two Tickets to Paradise                              | Barbosa                            |                  |
| 2006 | The TV Set                                           | Hutch                              |                  |
| 2006 | Beerfest                                             | Priest                             |                  |
| 2006 | Relative Strangers                                   | Spicer                             |                  |
| 2006 | Apocalypse Oz                                        | Kurtz                              | Corto            |
| 2007 | Wild Hogs                                            | Murdock                            |                  |
| 2007 | Unearthed                                            | Rob Horn                           |                  |
| 2007 | The Death and Life of Bobby Z                        | 'Boom-Boom'                        |                  |
| 2007 | Mr. Woodcock                                         | Hal                                |                  |
| 2009 | Tripping Forward                                     | Jim Rose - Entrevistador           |                  |
| 2009 | All About Steve                                      | Norm el camionero                  |                  |
| 2010 | The Not Goods Anthology: This Is Absolutely Not Good | M.C. No Bueno                      | Corto en video   |
| 2010 | Love Ranch                                           | Warren Stamp                       |                  |
| 2010 | Tangled                                              | Capitán de la Guardia (voz)        |                  |
| 2010 | Trim                                                 | Ron                                |                  |
| 2011 | Leave                                                | Gus                                |                  |
| 2012 | Stolen                                               | Hoyt                               |                  |
| 2012 | The Babymakers                                       | Oficial Malloy                     |                  |
| 2012 | Django Unchained                                     | John 'Big John' Brittle            |                  |
| 2012 | Ghost Quake                                          | Director Alger Danforth            |                  |
| 2013 | The Pardon                                           | Gibbs Duhon                        |                  |
| 2015 | Father's Day                                         | Papá                               | Corto            |
| 2015 | The Week                                             | Doc                                |                  |
| 2016 | Greater                                              | Entrenador Ford                    |                  |
| 2017 | The Corridor Defended                                | Barman                             | Corto            |
| 2018 | Shifting Gears                                       | D.H. 'Dirty Harry' Hawkins         |                  |
| 2018 | Town of Samhain                                      | Marquee (voz)                      | Corto            |
| 2018 | Boogeyman Pop                                        | Ed                                 |                  |
| 2018 | Deadman Standing                                     | Hugh Anderson                      |                  |
| 2019 | The Orchard Girl                                     | Wheelchair                         | Corto            |
| 2019 | Bit                                                  | Enoch                              |                  |
| 2020 | Emperor                                              | Randolph Stevens                   |                  |
| 2021 | The Cleaner                                          | Doug                               |                  |

### Televisión
| Year      | Título                                   | Rol                                                         | Notas                                               |
| --------- | ---------------------------------------- | ----------------------------------------------------------- | --------------------------------------------------- |
| 1981      | Dynasty                                  | Trabajador                                                  | Episodio: "The Bordello"                            |
| 1982      | Bring 'Em Back Alive                     | Miller                                                      | Episodio: "Escape from Kampoon"                     |
| 1982      | Father Murphy                            | Foreman                                                     | Episodio: "The Reluctant Runaway: Part 2"           |
| 1982      | Happy Days                               | Elmo                                                        | Episodio: "Hi Yo, Fonzie Away"                      |
| 1982      | Knight Rider                             | Jason Keller                                                | Episodio: "A Plush Ride"                            |
| 1982      | The Dukes of Hazzard                     | Peters                                                      | Episodio: "Bad Day in Hazzard"                      |
| 1982      | The Blue and the Gray                    | Sykes                                                       | Episodio: "Part 1"                                  |
| 1983      | T. J. Hooker                             | Earl Banks                                                  | Episodio: "Too Late for Love"                       |
| 1983      | Wizards and Warriors                     |                                                             | Episodio: "The Kidnap"                              |
| 1983      | The A-Team                               | C.W. Watkins                                                | Episodio: "A Nice Place to Visit"                   |
| 1983      | Night Partners                           | Violador                                                    | Film para TV                                        |
| 1984      | Blue Thunder                             | Saver                                                       | Episodio: "Arms Race"                               |
| 1984      | Hart to Hart                             | Hayward                                                     | Episodio: "The Shooting"                            |
| 1984      | Whiz Kids                                |                                                             | Episodio: "The Sufi Project"                        |
| 1984      | The New Mike Hammer                      | PeeWee                                                      | Episodio: "Too Young to Die"                        |
| 1985      | Street Hawk                              | Frankie Monroe                                              | Episodio: "The Arabian"                             |
| 1985      | The Rape of Richard Beck                 | Sonny                                                       | Film para TV                                        |
| 1986      | Cheers                                   | Irving                                                      | Episodio: "Suspicion"                               |
| 1986      | Knight Rider                             | Jerry Nash                                                  | Episodio: "Out of the Woods"                        |
| 1988      | Frank Nitti: The Enforcer                |                                                             | Film para TV                                        |
| 1988      | Police Story: Gladiator School           | Rafferty                                                    | Film para TV                                        |
| 1988      | Something Is Out There                   | Alguacil                                                    | Episodio: "The Keeper"                              |
| 1983-1988 | Simon & Simon                            | Clarence 'Buzz-Saw' Cooder / Sr. Bad / Dexter               | 3 episodios                                         |
| 1989      | CBS Summer Playhouse                     | Benger                                                      | Episodio: "Elysian Fields"                          |
| 1989      | Major Dad                                | Zaff                                                        | Episodio: "Just Polly & Me, and the Kids Make Five" |
| 1989      | The Young Riders                         | Gabe Colter                                                 | Episodio: "Ten-Cent Hero"                           |
| 1990      | Doctor Doctor                            | Darren DuFine                                               | Episodio: "Doctors and Other Strangers"             |
| 1990      | Hunter                                   | Magruder                                                    | Episodio: "Street Wise: Part 2"                     |
| 1990      | El Diablo                                | Bebe                                                        | Film para TV                                        |
| 1989-1990 | Hardball                                 | Moose Dobson                                                | 2 episodios                                         |
| 1988-1991 | Designing Women                          | T. Tommy Reed / Junior                                      | 3 episodios                                         |
| 1990-1991 | Against the Law                          | J.T. 'Miggsy' Meigs                                         | 17 episodios                                        |
| 1991      | Matlock                                  | Marty Jensen                                                | 2 episodios                                         |
| 1991      | The Commish                              | Si Prince                                                   | Episodio: "Nothing to Fear But Fear"                |
| 1991      | L.A. Law                                 | Jack Markell                                                | Episodio: "Monkey on My Back Lot"                   |
| 1992      | Night Court                              | Eddie el Machete                                            | Episodio: "Shave and a Haircut"                     |
| 1992      | Ned Blessing: The True Story of My Life  | Jack Sample, con un solo brazo                              | Film para TV                                        |
| 1992      | Raven                                    | Ochoa, el muchacho gordo                                    | Episodio: "Return of the Black Dragon"              |
| 1993      | The Fresh Prince of Bel-Air              | Luther                                                      | Episodio: "Robbing the Banks"                       |
| 1993      | Danger Theatre                           | George 'Mad Dog' Munson (segmento "Vengeance in the Grass") | Episodio: "Comes a Searcher/Vengeance in the Grass" |
| 1993      | The Adventures of Brisco County, Jr.     | Big Smith                                                   | 2 episodios                                         |
| 1993      | Hearts Afire                             | M.C.                                                        | Episodio: "The Stud Club"                           |
| 1994      | Renegade                                 | Mick Russell                                                | Episodio: "The Posse"                               |
| 1994      | Dead Man's Revenge                       |                                                             | Film para TV                                        |
| 1994      | Justicia a ciegas                        | Bull                                                        | Film para TV                                        |
| 1994      | Thunder Alley                            | Mr. Ohrt                                                    | Episode: "Give 'Em Hell, Bobbi"                     |
| 1994      | Touched by an Angel                      | Smoky                                                       | Episodio: "The Heart of the Matter"                 |
| 1994      | New Eden                                 | Thor                                                        | Film para TV                                        |
| 1995      | Women of the House                       | Hombre de mudanza #2                                        | Episodio: "Miss Sugarbaker Goes to Washington"      |
| 1995      | Marker                                   | Floyd                                                       | Episodio: "High & Wild"                             |
| 1995      | Naomi & Wynonna: Love Can Build a Bridge | Gaylon                                                      | Film para TV                                        |
| 1995      | Misery Loves Company                     | Scar                                                        | Episodio: "Uneasy Rider"                            |
| 1995      | M.A.N.T.I.S.                             | Habitante de la cabaña                                      | Episodio: "Ghost of the Ice"                        |
| 1996      | Silk Stalkings                           | Lucien 'Bayou' Boudreau                                     | Episodio: "Uncivil Wars"                            |
| 1996      | Death Benefit                            | D.K. Graham                                                 | Film para TV                                        |
| 1996      | Don't Look Back                          | Red                                                         | Film para TV                                        |
| 1996      | The Lazarus Man                          | Everett Henderson                                           | Episodio: "The Angel Maker"                         |
| 1997      | Nash Bridges                             | Neil Gallow                                                 | Episodio:: "Payback"                                |
| 1998      | The Pretender                            | Sharpton                                                    | Episodio: "Amnesia"                                 |
| 1998      | Last Rites                               | 'Quinn' Quint                                               | Film para TV                                        |
| 1998      | Buddy Faro                               | Dyer                                                        | Episodio: "Get Me Cody Swift"                       |
| 1999      | The Magnificent Seven                    | Earl                                                        | Episodio: "The New Law"                             |
| 1999      | Pensacola: Wings of Gold                 | Clyde Donaldson                                             | Episodio: "Sortie"                                  |
| 1999      | Horse Sense                              | Twister                                                     | Film para TV                                        |
| 1993-2000 | Walker, Texas Ranger                     | Craig / Tingley                                             | 2 episodios                                         |
| 2001      | The X-Files                              | Bo Taylor                                                   | Episode: "Vienen"                                   |
| 2001      | Dead Last                                | Hagerty                                                     | Episodio: "Teen Spirit"                             |
| 2001      | UC: Undercover                           | Cubby                                                       | Episodio: "Zero Option"                             |
| 2002      | Days of Our Lives                        | Big Chauncey O'Hanrahan                                     | 5 episodios                                         |
| 2003      | The Last Cowboy                          | Amos Russell                                                | Film para TV                                        |
| 2003      | The Pitts                                | Curtis                                                      | Episodio: "Ticket to Riot"                          |
| 2003      | CSI: Crime Scene Investigation           | Frank Maddox                                                | Episodio: "Homebodies"                              |
| 2005      | Criminal Minds                           | Moretti                                                     | Episodio: "Derailed"                                |
| 2005–2008 | Lost                                     | Tom Friendly                                                | 19 episodios                                        |
| 2008      | Bones                                    | Braxton Smalls                                              | Episodio: "The Man in the Mud"                      |
| 2008      | The Young and the Restless               | Dick Dentner                                                | 2 episodios                                         |
| 2008      | Cold Case                                | Entrenador Walters '08                                      | Episodio: "Glory Days"                              |
| 2009      | Burn Notice                              | Jacob Orr                                                   | Episodio: "Seek and Destroy"                        |
| 2009      | Life                                     | William Ford                                                | Episodio: "I Heart Mom"                             |
| 2009      | ER                                       | Darrion Walters                                             | Episodio: "Shifting Equilibrium"                    |
| 2010      | Happy Town                               | Comisario Griffin Conroy                                    | 6 episodios                                         |
| 2010      | Human Target                             | Donnelly                                                    | Episodio: "The Wife's Tale"                         |
| 2010-2011 | Justified                                | Bo Crowder                                                  | 6 episodios                                         |
| 2011      | Enlightened                              | Rick                                                        | Episodio: "The Weekend"                             |
| 2012      | The Finder                               | Pete Steck                                                  | Episodio: "Eye of the Storm"                        |
| 2012      | Haunted High                             | Danforth                                                    | Film para TV                                        |
| 2013      | Glee                                     | Santa                                                       | Episodio: "Previously Unaired Christmas"            |
| 2014      | Revolution                               | General Frank Blanchard                                     | 2 episodios                                         |
| 2014      | The Walking Dead                         | Caminante                                                   | Episode: "Slabtown" (sin acreditar)                 |
| 2010-2015 | The Mentalist                            | Pete Barsocky / Pete                                        | 3 episodios                                         |
| 2015      | Married                                  | Ed                                                          | Episodio: "Thanksgiving"                            |
| 2015      | Girl Meets World                         | Pappy Joe                                                   | 2 episodios                                         |
| 2014-2015 | Kingdom                                  | Rick                                                        | 6 episodios                                         |
| 2016      | The Magicians                            | Stanley                                                     | 2 episodios                                         |
| 2016      | Lopez                                    | Broughton Goodson                                           | 2 episodios                                         |
| 2016      | Maron                                    | Gus                                                         | 2 episodios                                         |
| 2016      | American Gothic                          | Al Jenkins                                                  | Episodio: "The Oxbow"                               |
| 2017      | Outcast                                  | Bob / Junkyard Bob Caldwell                                 | 8 episodios                                         |
| 2017      | Speechless                               | Dom                                                         | Episodio: "S-H-- SHIPPING"                          |
| 2018      | Riverdale                                | Papa Poutine                                                |                                                     |
| 2017-2018 | Rapunzel's Tangled Adventure             | Capitán de la Guardia                                       | 14 episodios                                        |
| 2018      | 9-1-1                                    | Charlie                                                     | Episodio: "Under Pressure"                          |
| 2018      | The Conners                              | Líder del grupo                                             | Episodio: "The Separation of Church and Dan"        |
| 2019      | The Passage                              | Bob                                                         | Episodio: "Last Lesson"                             |
| 2019      | Bosch                                    | Ryan Rodgers                                                | 5 episodios                                         |
| 2020      | A Teacher                                | Wyatt Wilson                                                | 3 episodios                                         |
| 2023      | Tacoma FD                                | McSwiggins                                                  | Episodio: "Gone Dutch"                              |

### Videojuegos
| Año  | Título          | Rol                | Notas |
| ---- | --------------- | ------------------ | ----- |
| 2008 | Lost: Via Domus | Tom Friendly (voz) |       |